# Arthur Massé
Arthur Massé (Modèle:Date de nasissance-25 octobre 1972) est un arpenteur-géomètre, ingénieur forestier, professeur et homme politique fédéral du Québec.
Né à Kamouraska dans le Bas-Saint-Laurent, Arthur Massé étudia au Collège de Sainte-Anne-de-la-Pocatière et à l'Université Laval de Québec, où il reçut un baccalauréat en arts, ce qui lui permit de devenir professeur.
Élu député libéral indépendant dans la  circonscription fédérale de Kamouraska en 1949. Réélu en 1953, il fut défait par le candidat indépendant Benoît Chabot en 1957, alors qu'il se présentait comme candidat libéral officiel.